# IPod

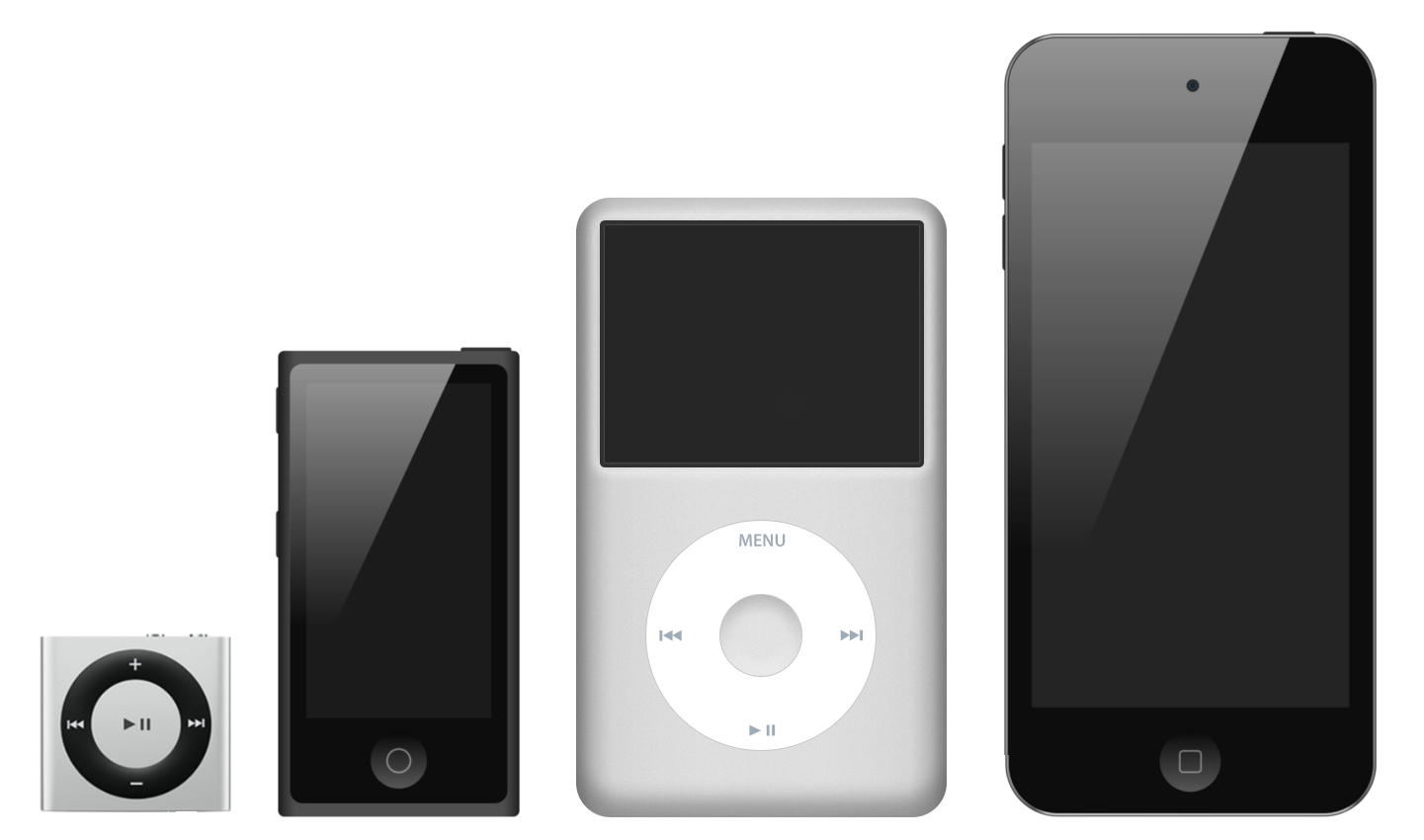
La famille des iPod (de gauche à droite)
• iPod shuffle
• iPod nano
• iPod classic
• iPod touch

Vous lisez un « bon article » labellisé en 2009.
Cet article traite de l'iPod en général. Pour des informations concernant les iPod de la gamme actuelle, voir iPod classic, iPod touch, iPod nano et iPod shuffle.
L'iPod est un baladeur numérique de l'entreprise multinationale américaine Apple, lancé le 23 octobre 2001.
L'iPod est à l'origine un baladeur à disque dur de 1,8 pouce (4,57 cm). Apple a ensuite créé une gamme d'iPod où les titres musicaux sont enregistrés au format MP3, ayant ajouté l'iPod mini, l'iPod shuffle, remplacé l'iPod mini par l'iPod nano, et pour finir développé l'iPhone et l'iPod touch (l'iPhone est un smartphone possédant toutes les fonctions des iPod ; l'iPod touch peut être défini comme un iPhone sans la fonction téléphone).
L'iPod mini fut le seul iPod autre que le classic à utiliser un disque dur (Microdrive), les autres utilisant de la mémoire flash.
Les iPod ont été régulièrement mis à jour, conservant leur nom mais voyant leur capacité augmentée, leurs fonctions améliorées ou leur prix modifié pour répondre à l'évolution des performances des baladeurs numériques en général.
En marge de ses baladeurs, Apple a développé le logiciel iTunes pour transférer des données vers l'iPod depuis certaines versions de macOS ou de Windows. Apple propose aussi la plate-forme iTunes Store, un service d'achat de musique et d'autres contenus.
En août 2010, les ventes d'iPod atteignent les 275 000 000 exemplaires tous modèles confondus, ce qui en fait le baladeur numérique le plus vendu au monde. Ce succès s'est accompagné de la formation d'un « écosystème de l'iPod », où des compagnies tierces vendent de nombreux accessoires destinés aux baladeurs d'Apple.
Le 10 mai 2022, Apple annonce la fin de la production de l'iPod après 21 années d'existence et 450 millions d’exemplaires vendus.

## Historique

### Genèse

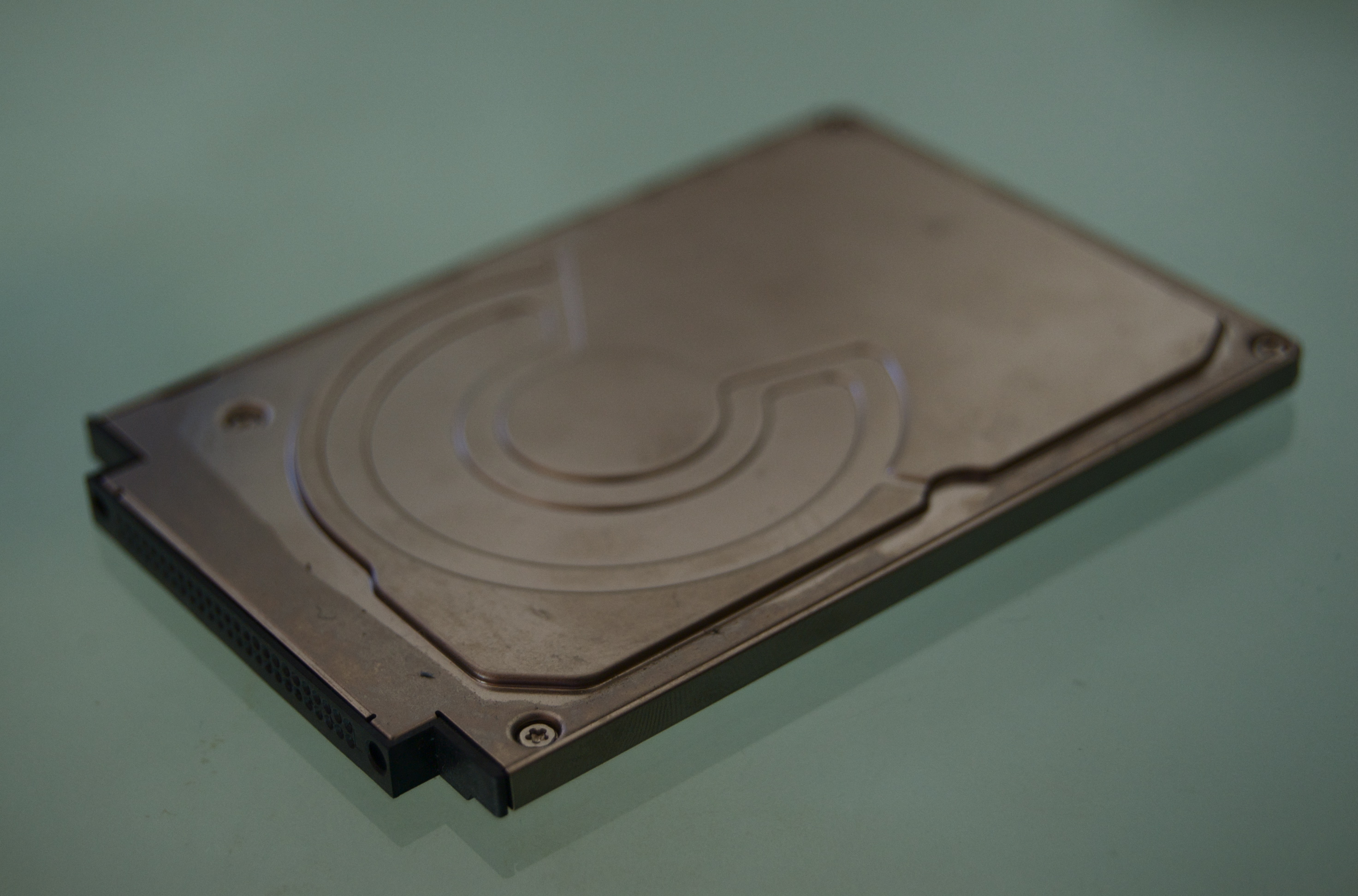
Le disque dur de 30 Go d'un iPod.

En janvier 2001, lors de la keynote tenue à la Macworld Conference & Expo, Apple fait connaître par la voix de son chief executive officer (CEO), Steve Jobs, son point de vue sur l'avenir de l'ordinateur et du Mac : « Le Mac peut devenir la plate-forme numérique de notre mode de vie numérique naissant ». L'ordinateur, ici le Macintosh pour des raisons commerciales, devient donc l'intermédiaire entre les différents appareils électroniques et leurs supports. Les quatre éléments principaux autour de cette plate-forme sont, toujours selon la firme, l'appareil photo numérique, la caméra numérique, le lecteur de DVD et son support le DVD et enfin le baladeur numérique. Le 17 octobre 2001, Apple invite une sélection de journalistes pour un Special Event, le 23 octobre, au siège de la firme à Cupertino. La seule information disponible avant la présentation de l'iPod est qu'il s'agissait d'un « dispositif numérique révolutionnaire (ce n'est pas un mac) »,.
Lors de la présentation du 23 octobre, Steve Jobs revient sur le concept introduit de plate-forme numérique. Dans cette optique, Apple avait développé une série de logiciels pour chacun des appareils numériques principaux : iMovie pour la vidéo, iTunes pour la musique, iDVD pour les DVD et enfin l'application Image Capture (en) de Mac OS X pour transférer les photos des appareils vers le Mac. Rassemblées sous le nom plus général d'iApps, ces applications deviennent plus tard des composants de la suite logicielle iLife, à l'exception de Capture d'image qui est inclus dans le système d'exploitation. Il existe donc des applications pour tirer parti des appareils, mais aucun de ces appareils n'est capable de tirer parti de ces logiciels, ce qu'Apple a voulu corriger. Il reste ensuite à trouver dans quel domaine l'appareil allait prendre sa place, et le choix est porté sur la musique. Le concept de l'iPod est ainsi né. La première raison évoquée pour ce choix est « We love music » (« Nous aimons la musique »). Cette raison est appuyée par le fait que la musique fait partie intégrante de la vie de chacun, ce qui en fait un domaine à large cible. Une autre remarque faite lors de la conférence est qu'à l'époque, il n'existe pas encore de leaders sur le marché, ni les petits comme Creative ou les mastodontes comme Sony ne parvenant à s'imposer.
Ainsi, Steve Jobs demande au chef de l'ingénierie matérielle, Jon Rubinstein, de rassembler une équipe d'ingénieurs et de designers pour créer les iPod. Parmi eux se trouvent Tony Fadell et Michael Dhuey pour le matériel ainsi que le designer Jonathan Ive. Le développement de l'iPod n'est toutefois pas l'unique fait d'Apple. Pour réaliser le projet en huit mois, Apple doit faire appel à des constructeurs tiers. Ainsi, la base de travail est une des plates-formes de référence réalisées par PortalPlayer, une startup de la Silicon Valley. Le travail restant est à la charge d'Apple qui doit implanter de nouvelles fonctionnalités telles que la lecture du format AAC, un système d'exploitation et un design. L'idée de la molette de défilement, trait caractéristique de l'iPod, est suggérée par Phil Schiller, vice-président marketing d'Apple.
Il faut finalement moins d'un an pour mettre au point la première génération d'iPod.
En 2008, Apple a dû accorder la paternité de l'iPod à Kane Kramer qui avait conçu dès 1979 un baladeur numérique et dont il avait déposé le brevet.

### Dépôt de la marque

Le logo iPod.

Le nom « iPod » est proposé par Vinnie Chieco, un des publicitaires indépendants contactés par Apple afin de présenter le nouveau baladeur au grand public et non pas seulement aux connaisseurs. Steve Jobs, instigateur du projet, a pendant le développement lancé le slogan qui allait accompagner le baladeur lors de sa sortie « 1 000 chansons dans votre poche ». Il permet au futur nom d'être non-descriptif ou même de faire allusion à la musique ou à des chansons.
En décrivant le baladeur à l'équipe, Steve Jobs insiste particulièrement sur la stratégie de plate-forme numérique construite autour du Mac par Apple. Vinnie Chieco part donc de cette idée et élabore le concept. Après avoir vu l'un des prototypes, il pense à une scène du film 2001, l'Odyssée de l'espace de Stanley Kubrick où l'astronaute Bowman demande à HAL 9000, l'ordinateur principal de Discovery One, « Open the pod bay doors HAL » (littéralement « Ouvre l'accès à la soute des modules, HAL »). Chieco voit une analogie entre le rapport du module de sorties extravéhiculaires (« pod ») qui revient au vaisseau mère et celui du baladeur à l'ordinateur personnel. Il lui suffit ensuite d'ajouter à « pod » le « i » présent chez Apple depuis l'iMac et l'iBook et le nom « iPod » est formé.
Apple cherche ensuite à déposer la marque mais découvre qu'elle est déjà utilisée. Joseph Grasso du New Jersey l'avait déposée à l'United States Patent and Trademark Office (USPTO) en juillet 2000 pour des bornes internet. Les premières bornes iPod ont été présentées au public en mars 1998 et son utilisation commerciale a commencé en janvier 2000 mais leur utilisation a cessé en 2001. La marque déposée a été enregistrée à l'USPTO en novembre 2003 puis Grasso l'assigne à Apple Computer, Inc. en 2005.

### 2001-2003: un modèle unique décliné
Le 3 novembre 2001, la version 2.0 du logiciel iTunes nécessaire pour la gestion de l'iPod est disponible sur le site web d'Apple. Une semaine plus tard, les premiers modèles d'iPod font leurs apparitions dans les rayons des magasins et dans l'Apple Store. Ils sont équipés d'un disque dur de 5 Go, leurs charges et les transferts de données se font par FireWire et ils sont uniquement compatibles Macintosh (Mac OS 9 et Mac OS X avec iTunes 2.0). Leur prix de vente initial est de 399 USD, 3 490 FF et 749 CHF.
Lors de la Macworld Conference & Expo de Tokyo en mars 2002, la gamme de l'iPod est étendue avec un nouveau modèle comportant un disque dur d'une capacité deux fois plus importante, 10 Go et son prix atteint 499 $, 599 € HT et 959 CHF. Le modèle 5 Go quant à lui ne change pas de prix depuis son lancement excepté dans la zone euro où, depuis la mise en place de la monnaie unique européenne, son nouveau tarif est de 459 € HT. Lors de l'achat, une option de gravure de deux lignes de texte au dos de l'iPod est proposée pour 50 $. Une mise à jour du logiciel de l'iPod lui apporte un égaliseur ainsi qu'un carnet d'adresses importable depuis Microsoft Entourage, Palm Desktop et le carnet d'adresses de Mac OS X.
La ligne des iPod subit un petit rafraîchissement lors de la Macworld Conference & Expo de New York, le 16 juillet 2002. En sus d'une baisse significative à 299 $ du modèle avec 5 Go de la première génération, la seconde génération d'iPod est présentée en remplacement de la précédente. Elle dispose d'une nouvelle molette non plus mécanique mais tactile, « touch wheel », prédécesseur de la molette cliquable. La capacité du disque dur est portée à 10 et 20 Go. C'est en outre l'occasion pour Apple de faire un pas vers le système d'exploitation de Microsoft : désormais l'iPod est compatible avec Windows (XP, Me et 2000) grâce au logiciel Musicmatch Jukebox. Cette évolution a largement contribué au succès mondial de l'iPod dans les années 2000. Avec l'arrivée concomitante d'iTunes 3, l'iPod est doté de nouvelles fonctionnalités dont les listes de lectures intelligentes « Smart Playlist ». Annoncées mi-juillet 2002, les versions Mac apparaissent dans les rayons et sont livrées début août, tandis que les versions Windows apparaissent et sont livrées plus tardivement, à la fin du mois.
En septembre 2002, l'iPod est temporairement interdit de vente en France en raison d'une infraction du Code de la santé publique, qui proscrit la puissance sonore émise par un baladeur numérique au-delà de 100 dB. L'iPod pouvait lui atteindre 104 dB. Cela a été corrigé courant octobre par une mise à jour du firmware afin de permettre sa remise en vente. Une histoire notable, est que l'ingénieur chargé d'amener les prototypes d'iPod corrigés, du siège de Cupertino aux bureaux d'Apple France aux Ulis, a subi un grave accident de la route après son atterrissage, et a refusé les soins, en sang, tant que les appareils de la marque n'étaient pas dans le coffre des locaux d'Apple France.

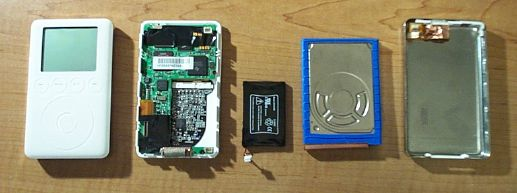
Un iPod de troisième génération démonté. En noir, la batterie ; en bleu, le disque dur.

À partir du 8 janvier 2003, Apple propose des iPod avec comme gravure des autographes de Madonna, Tony Hawk, Beck ou No Doubt au même prix que la gravure habituelle soit 49 $.
Le 28 avril 2003, Apple tient une conférence au Moscone Center à San Francisco, dans la même salle qui accueille chaque année la Macworld Conference & Expo. La troisième génération d'iPod ainsi que le service d'achat de Music intégré à iTunes y sont présentés : l'iTunes Music Store, devenu depuis l'iTunes Store. Cette nouvelle génération d'iPod de 10, 15 ou 30 Go de capacité, apportent entre autres le Dock Connector, un aspect légèrement retouché, le support de l'USB ainsi que l'unification des modèles Mac et Windows. Ces nouvelles améliorations sont contrastées par une baisse de l'autonomie à 8 heures au lieu de 10 auparavant. Toujours lors de cette conférence, le CEO d'Apple Computer annonce que la firme a vendu plus de 700 000 iPod dans le monde, ce qui en fait le baladeur numérique le plus vendu au monde.
Cinq mois plus tard, le 8 septembre 2003, la troisième génération d'iPod subit un petit lifting : les modèles 15 et 30 Go passent respectivement à 20 et 40 Go tout en voyant leur prix diminuer en Europe (−20 CHF, −50 €).

### 2004-2005: arrivée de nouveaux modèles

La molette cliquable, apparue avec l'iPod mini puis étendue aux iPod classic et nano.

Le 6 janvier 2004, lors de l'habituelle keynote à la Macworld Conference & Expo de San Francisco, Apple présente une nouvelle gamme d'iPod lancée pour concurrencer les baladeurs numériques flash haut de gamme (100 $ et plus) : l'iPod mini. Parmi les innovations qu'il apporte, la molette cliquable en est la plus importante : elle restera le contrôleur de référence, utilisée sur l'iPod nano jusqu'en 2010, et sur toutes les générations d'iPod classic. Par rapport à un iPod traditionnel, tout y a été réduit : la taille, l'écran, le disque dur (ici un Microdrive) et le prix. Seule l'autonomie de l'iPod mini reste comparable à celle de la troisième génération d'iPod avec 8 heures d'écoute. L'iPod mini apporte aussi de la couleur à la famille des iPod, non pas à l'écran, mais sur leur coque. Celle-ci est faite d'une pièce en aluminium anodisé et proposée en cinq coloris : or, argent, bleu, rose et vert. Les commandes ont commencé à la mi-février pour les États-Unis, si bien qu'au 17 février, les pré-commandes ont atteint 100 000 pièces. Bien qu'annoncés pour avril en Europe, le succès des iPod mini aux États-Unis oblige Apple à repousser leur sortie au mois de juillet. En janvier 2004, le nombre d'iPod vendus depuis leur lancement passe la barre des 2 millions d'appareils. Signe de l'importance croissante de l'iPod pour la firme, Apple revoit en mai 2004 son organisation interne et crée la division iPod, jusqu'alors intégrée à la division Macintosh.
Sans événement particulier, une première pour le lancement d'une nouvelle génération de ses baladeurs, Apple annonce le 19 juillet 2004 la sortie de la quatrième génération d'iPod. À l'instar de l'iPod mini, celle-ci est aussi équipée de la molette cliquable. L'autonomie est revue à la hausse avec 12 heures d'écoute annoncées par le constructeur. Les capacités disponibles sont désormais 20 et 40 Go. Le premier modèle coûte 299 $, 349 € ou 459 CHF tandis que le second coûte lui 399 $, 459 € ou 599 CHF.
Annoncée le 8 janvier 2004 et concrétisée le 27 août 2004, une alliance commerciale entre Apple et HP permet à ce dernier de vendre des iPod sous sa marque. Contrairement au prototype montré en janvier qui était bleu, le produit final, un iPod de quatrième génération (20 ou 40 Go) est difficilement différentiable de l'iPod Apple. La seule différence est la présence du logo HP sur la face postérieure de l'iPod sous la pomme Apple et le logo iPod.
Le 26 octobre 2004, Apple annonce la venue de deux nouveaux iPod. Le premier est un iPod de quatrième génération Spécial Edition U2 dont la face avant est noire et équipée d'une molette cliquable rouge afin de correspondre à l'illustration de l'album How to Dismantle an Atomic Bomb du groupe dont la sortie est concomitante. La face arrière arbore quant à elle les autographes des quatre membres du groupe irlandais. Le second modèle est un iPod disposant d'un écran couleur et d'un disque dur de capacité plus importante (40 ou 60 Go).
Sur l’année 2004, l'iPod représentait 92 % des ventes de baladeurs sur son marché aux États-Unis et 70 % des ventes sur le marché mondial.

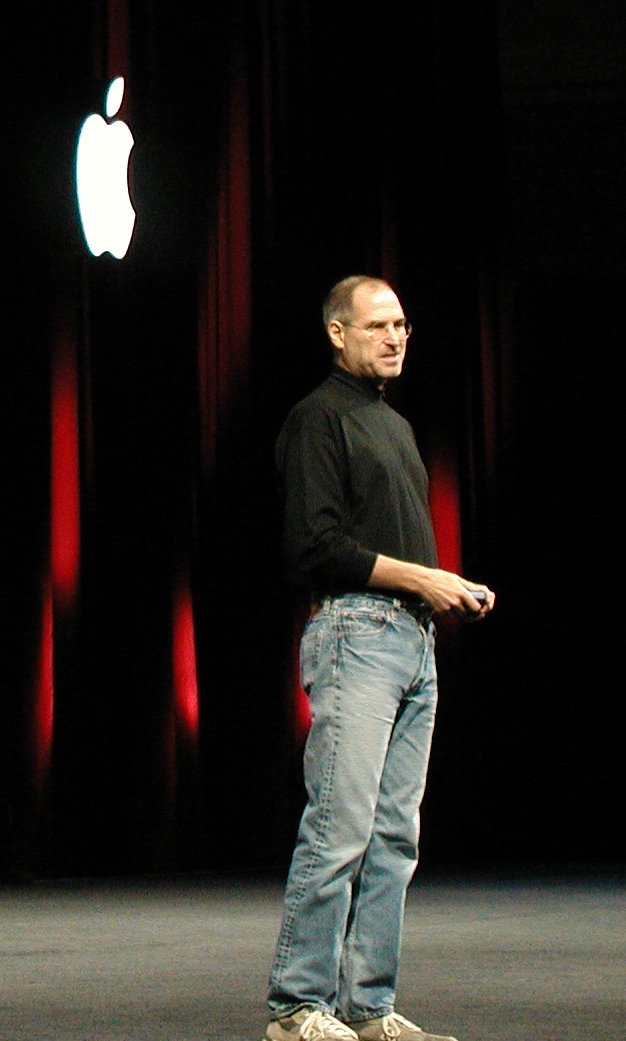
Steve Jobs faisant ses annonces lors de la conférence d'ouverture du Macworld 2005.

Le 11 janvier 2005, lors de la keynote d'ouverture de la Macworld Conference & Expo se tenant à San Francisco, Steve Jobs présente en one more thing l'iPod shuffle. Il s'agit du premier iPod à mémoire flash et il est le plus compact de la famille. Il est proposé dès sa sortie en deux versions, 512 Mo ou 1 Go. Contrairement aux autres modèles de la gamme, il ne possède pas d'écran, mais son prix relativement faible et son type de mémoire moins enclin aux pannes que les modèles à disque dur lui confèrent des atouts de taille, permettant à Apple d'entrer sur le marché des baladeurs numériques à mémoire flash, un créneau déjà très en vogue notamment sur les marchés asiatiques et européens. Les prix au lancement étaient de 109 €/159 € en Europe, 99 $/149 $ aux États-Unis et 139 CHF/199 CHF en Suisse.
Le 23 février 2005, la gamme des iPod est légèrement retravaillée. Les iPod mini sont désormais disponibles avec une capacité de 6 Go en plus des modèles 4 Go, leurs robes sont elles aussi revues avec quatre coloris disponibles : argent, bleu, vert et violet. Les prix baissent légèrement atteignant respectivement 199 $/249 $ aux États-Unis, 209 €/259 € en Europe et 279 CHF/349 CHF en Suisse. La gamme iPod, au sens conventionnel du terme, ne comprend plus que le modèle 20 Go, afin de laisser plus de place aux iPod photo. Ces derniers voient leur prix particulièrement diminuer passant ainsi respectivement à 349 $/449 $ aux États-Unis, 389 €/489 € en Europe et 499 CHF/649 CHF en Suisse. Fait particulier de ces mises à jour, le câble FireWire ne fait plus partie des accessoires fournis.
Afin de simplifier sa gamme iPod, Apple réunit le 28 juin 2005 l'iPod photo et l'iPod traditionnel sous la même gamme iPod. Tous les iPod classic disposent dorénavant d'un écran couleur, et il en va de même pour les modèles Édition Spéciale U2 ; dans le même temps, les prix de ces appareils continuent de baisser. La version 4.9 d'iTunes, lancée le même jour, apporte le support des podcasts sur les ordinateurs mais aussi sur les iPod et iPod mini.
Le 2 juin, l'iPod mini fait son entrée sur le catalogue d'HP aux côtés de l'iPod suivi le 1er juillet par l'iPod shuffle. Mais un retournement de situation surgit à la fin du mois de juillet, lorsque HP annonce arrêter la vente d'iPod sous sa marque à la suite d'un changement de stratégie commerciale instauré par la nouvelle direction.

### 2005-2006: premier départ et nouveaux venus
Une page se tourne le 7 septembre 2005 avec le départ de l'iPod mini et l'arrivée de son successeur, l'iPod nano. Il en existe deux modèles : le premier avec 2 Go de capacité, le second avec 4 Go de capacité ainsi que deux coloris, blanc et noir. Au lancement, leurs prix étaient pour les modèles de 2 et 4 Go respectivement de 199 $ et 249 $ aux États-Unis, 289 CHF et 369 CHF en Suisse et 209 € ou 259 € en Europe. Un mois plus tard, c'est au tour des iPod classic d'être renouvelés avec l'arrivée de la cinquième génération dont l'apport majeur est le support de la vidéo. Deux modèles et deux couleurs sont disponibles, le premier modèle embarquant un disque dur de 30 Go et le second un disque de 60 Go. Les couleurs disponibles sont les mêmes que celles du nano avec le blanc et le noir. À cette occasion, l'Édition Spéciale U2 disparaît du catalogue. La version 6 du logiciel iTunes sortie en même temps apporte les vidéos sur l'iTunes Music Store ainsi que des émissions de télévisions (uniquement aux États-Unis au lancement).

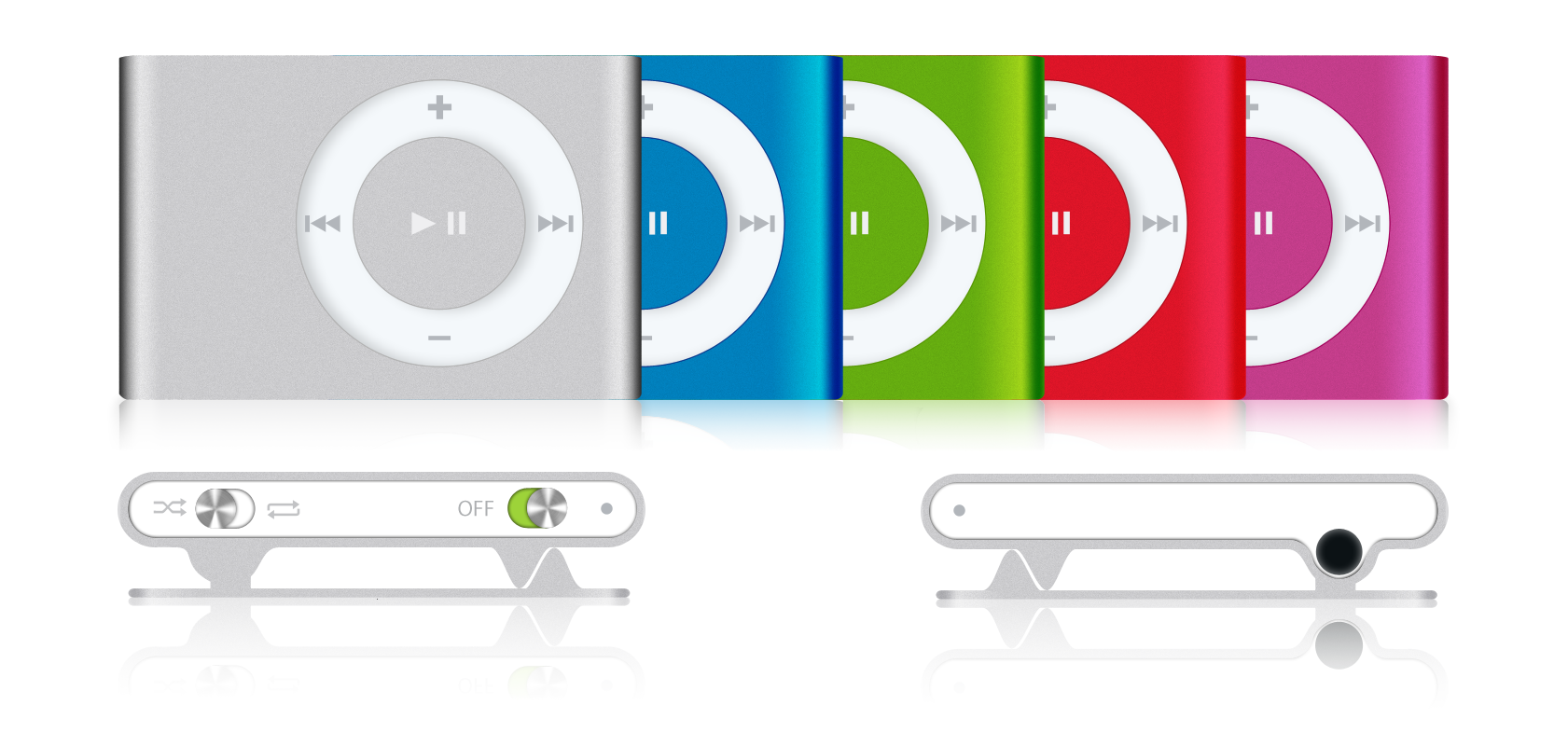
Différents coloris de la deuxième génération d'iPod shuffle.

Lors de la conférence d'ouverture de la Macworld Conference & Expo de San Francisco, le 10 janvier 2006, aucune annonce majeure n'est faite, seul l'accessoire iPod radio remote étant présenté. Il permet aux iPod vidéo et nano de recevoir la radio.
Le 7 février 2006, Apple procède à une baisse de ses deux modèles d'iPod shuffle et introduit un nouveau modèle d'iPod nano avec 1 Go de capacité.
L'iPod U2 Special Edition est réintroduit dans le catalogue d'Apple le 6 juin 2006. Il est basé sur l'iPod vidéo 30 Go et reprend les couleurs des modèles U2 précédents. En supplément, il est vendu avec un bon pour télécharger 30 minutes de vidéos exclusives relatives au groupe.
L'Apple Special Event It's Showtime qui se déroule le 12 septembre 2006 au Yerba Buena Center for the Arts de San Francisco est riche en nouveautés, avec la présentation des secondes générations d'iPod nano et d'iPod shuffle. Tous les deux disposent d'une coque en aluminium anodisé tout comme le défunt iPod mini. L'iPod vidéo voit quant à lui son autonomie augmenter et le modèle 60 Go passe à 80 Go. L'iTunes Store propose désormais des jeux pour les iPod vidéo et nano.
Annoncé le 23 mai 2006, le kit Nike+iPod est disponible aux États-Unis courant juillet. Sa sortie européenne tarde : il faut attendre la mi-octobre pour le trouver dans les rayons. Le 13 octobre 2006, Apple ajoute à son catalogue un iPod nano 4 Go Product Red. Pour chaque appareil vendu, Apple reverse 10 $ pour les luttes défendues par Product Red. Le 3 novembre, l'offre est étendue au modèle 8 Go.
En 2006, l'Ipod représente 40 % des revenus de la marque Apple.

### Depuis 2007: révolution tactile

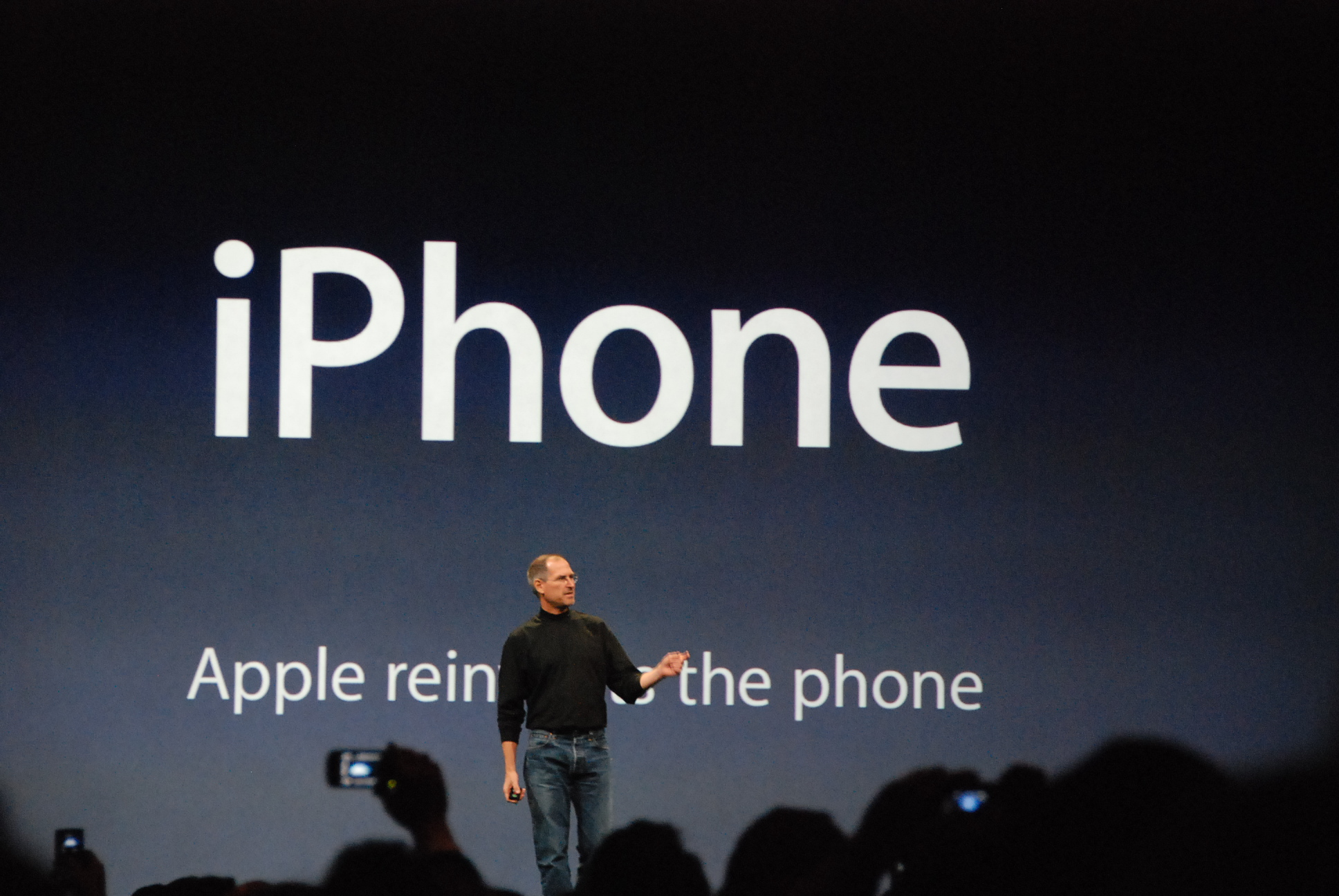
Steve Jobs annonçant l'iPhone lors de la conférence d'ouverture de la Macworld 2007.

Le 9 janvier 2007, lors de la conférence d'ouverture de la Macworld Conference & Expo 2007, Steve Jobs présente au public pour la première fois l'iPhone, le téléphone à écran tactile d'Apple.
La seconde génération iPod shuffle voit ses coloris renouvelés avec quatre nouvelles couleurs : vert, rose, bleu et orange en plus de l'argent qui est maintenu.
Le 5 septembre 2007, lors de l'Apple Event, Apple présente une nouvelle gamme d'iPod : l'iPod touch. Similaire à l'iPhone, il dispose aussi d'un écran tactile de 3,5 pouces. Deux modèles sont disponibles initialement le premier avec 8 Go et le second avec 16 Go. Est présentée aussi la troisième génération d'iPod nano, qui lui apporte notamment la possibilité de lire des vidéos ainsi qu'un aspect retravaillé, un lecteur moins haut, mais plus large. Les iPod shuffle arborent cinq nouvelles robes pastels dont une aux couleurs de Product Red. Avec l'arrivée de l'iPod touch, l'iPod traditionnel devient officiellement l'iPod classic. Cette sixième génération d'iPod arrive avec deux modèles de 80 ou 160 Go en argenté ou en noir. Tous les iPod présentés ce jour possèdent la nouvelle fonctionnalité Cover Flow déjà disponible sur iTunes depuis septembre 2006.

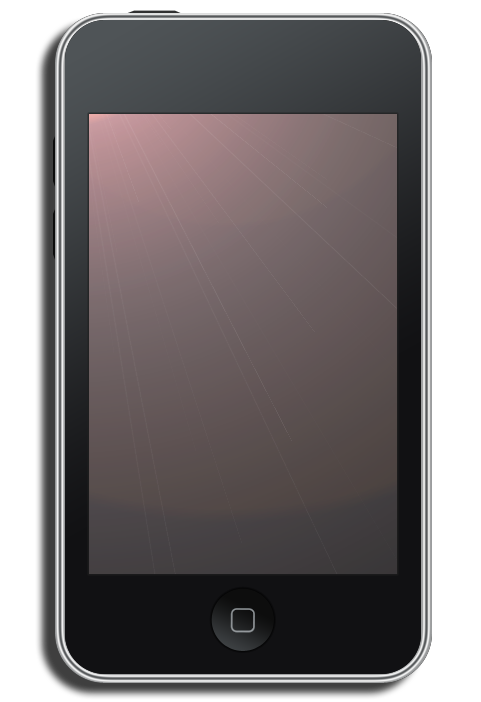
Deuxième génération d'iPod touch.

Le choix parmi cinq coloris des iPod nano est étendu à six, avec l'arrivée d'un modèle rose le 23 janvier 2008, en prévision de la fête de la Saint-Valentin à venir.
Le mois de février apporte une révision des iPod touch, avec un modèle disposant de 32 Go de mémoire flash qui vient s'ajouter aux autres à partir du 5 février 2008. Le même jour, des iPhones avec 16 Go de mémoire viennent rejoindre les modèles 8 Go déjà présents sur le marché. Cette mise à jour des gammes d'iPod touch et iPhone ne s'accompagne pas de baisse de leur prix. Ce n'est pas le cas de l'iPod shuffle 1 Go qui voit son prix baisser, le 19 février 2008, avec l'arrivée d'un nouveau modèle disposant de 2 Go de mémoire flash qui vient le remplacer pour le même prix. La WWDC 2008, début juin, est l'occasion pour Apple de présenter son iPhone 3G.
Le 9 septembre 2008, lors d'un Special Event, Apple officialise la seconde génération d'iPod touch ainsi que la quatrième génération d'iPod nano. Cette dernière n'apporte pas moins de neuf coloris différents à l'iPod nano, ainsi que la fonction Genius apparue avec la huitième version d'iTunes. Dorénavant, l'iPod classic est uniquement disponible avec un disque dur de 120 Go, toujours dans les mêmes tons argenté et noir. L'iPod shuffle quant à lui voit ses robes remplacées par quatre couleurs plus vives en plus de l'argenté.
Le 11 mars 2009, Apple officialise la troisième génération d'iPod shuffle, deux fois plus petit en volume que celui de la génération précédente, mais où la quantité de mémoire embarquée atteint 4 Go. Les commandes sont déportées sur les oreillettes, nécessitant ainsi des oreillettes spécifiques pour fonctionner normalement. L'iPod shuffle de seconde génération reste proposé à la vente, uniquement en version 1 Go.
Lors de la WWDC 2009, Apple officialise sa troisième génération d'iPhone, avec l'iPhone 3GS. Bien que visuellement identique à l'iPhone 3G, il est plus rapide et plus puissant, ce qu'atteste son nom, le « s » correspondant à speed, soit vitesse en anglais.
Au cours du mois d'août 2009, Apple remet en vente son tout premier modèle d'iPod sur l'Apple Store américain. Il dispose de caractéristiques identiques à celui sorti en 2001 ; seule différence, les écouteurs fournis sont ceux vendus avec les iPod du moment. Son prix quant à lui s'abaisse à 129 USD.
Le 9 septembre 2009, au YBCA de San Francisco, Apple tient un special event, afin de présenter entre autres ses nouveaux iPod. La troisième génération d'iPod shuffle est désormais disponible avec deux capacités de 2 et 4 Go, ainsi que cinq coloris (argenté, noir, bleu, vert et rose) et en exclusivité dans les Apple Store, un iPod shuffle 4 Go en acier inoxydable poli. La cinquième génération d'iPod nano fait quant à elle son apparition. D'une forme identique à la génération précédente, elle s'en différencie par sa finition plus brillante, la présence d'un capteur VGA sur sa face arrière ainsi qu'un écran légèrement plus grand (2,2 pouces). L'iPod classic voit lui, sa capacité portée à 160 Go au lieu de 120. L'iPod touch entre quant à lui dans sa troisième génération, avec des capacités en hausse (32 et 64 Go) pour un prix équivalent. Le modèle 8 Go de la génération précédente est lui maintenu, afin de pouvoir proposer un iPod touch à un prix plus abordable.
De nouveau au YBCA, Apple tient sa keynote annuelle dédiée aux iPod et à la musique le 1er septembre 2010. En plus de l'annonce d'iOS 4.1 et 4.2 sont présentés la quatrième génération d'iPod shuffle, qui contrairement à son prédécesseur retrouve ses commandes sur l'iPod même. La sixième génération d'iPod nano, voit elle la disparition de la molette cliquable, au profit d'un écran tactile. La quatrième génération d'iPod touch s'aligne quant à elle sur l'iPhone 4 en se voyant doté d'un écran Retina, du processeur A4 ainsi que de deux caméras (une à l'avant et une à l'arrière) compatibles FaceTime.

### 2017-2022: fin de la production
Le site web spécialisé Igen a annoncé dans ses derniers tests d'iPod en 2015 la probable et imminente fin de carrière de l'ensemble de la gamme iPod. Le site en énuméra les différentes raisons : la non-compatibilité avec Apple Music, le fait que les iPod (touch excepté) sont dorénavant les seuls produits Apple dépourvus de connexion internet, ainsi que leur prix, les iPod représentant depuis plusieurs années déjà les produits les moins chers proposés par Apple. De plus, l'interface de l'iPod nano n'ayant pas bénéficié d'un lifting au regard de la nouvelle direction graphique d'iOS 7. Finalement, leur commercialisation « n'avait plus vraiment de sens »,.
En juillet 2017, Apple annonce l'arrêt de la production de l'iPod nano et de l'iPod shuffle, soit de l'iPod dans sa vocation originelle. On annonce que c'est une page de l'histoire d'Apple qui se tourne. La concurrence des smartphones en est la principale raison. Apple maintient l'iPod touch dans son catalogue jusqu'en 2022,.

## Modèles

### iPod classic

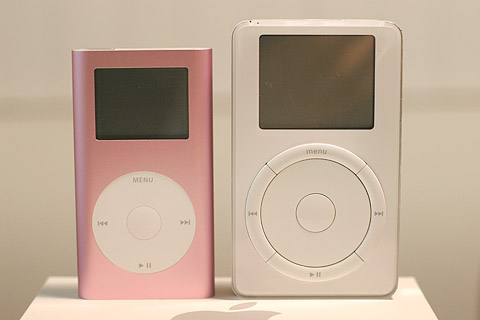
Première génération d'iPod classic (à droite), iPod mini (à gauche).

L'iPod, devenu iPod classic en septembre 2007, est un baladeur numérique utilisant un disque dur de 1,8 pouce. Il s'agit du premier membre de la famille des iPod à avoir été lancé en 2001. En 2009, il existe six générations de ce lecteur. D'abord uniquement capable de lire de la musique, l'iPod s'est vu doter d'autres fonctionnalités, parmi lesquelles les jeux, le carnet d'adresses et la visualisation de photos et de vidéos. Le dernier modèle mis en vente possédait un disque dur d'une capacité de 160 Go et l'autonomie en lecture audio atteignait 40 heures selon le constructeur. Il a été retiré de la vente en septembre 2014 de manière très discrète (pas d'annonce, simple disparition des étalages), son disque dur avait cessé d'être produit par Toshiba.

### iPod mini

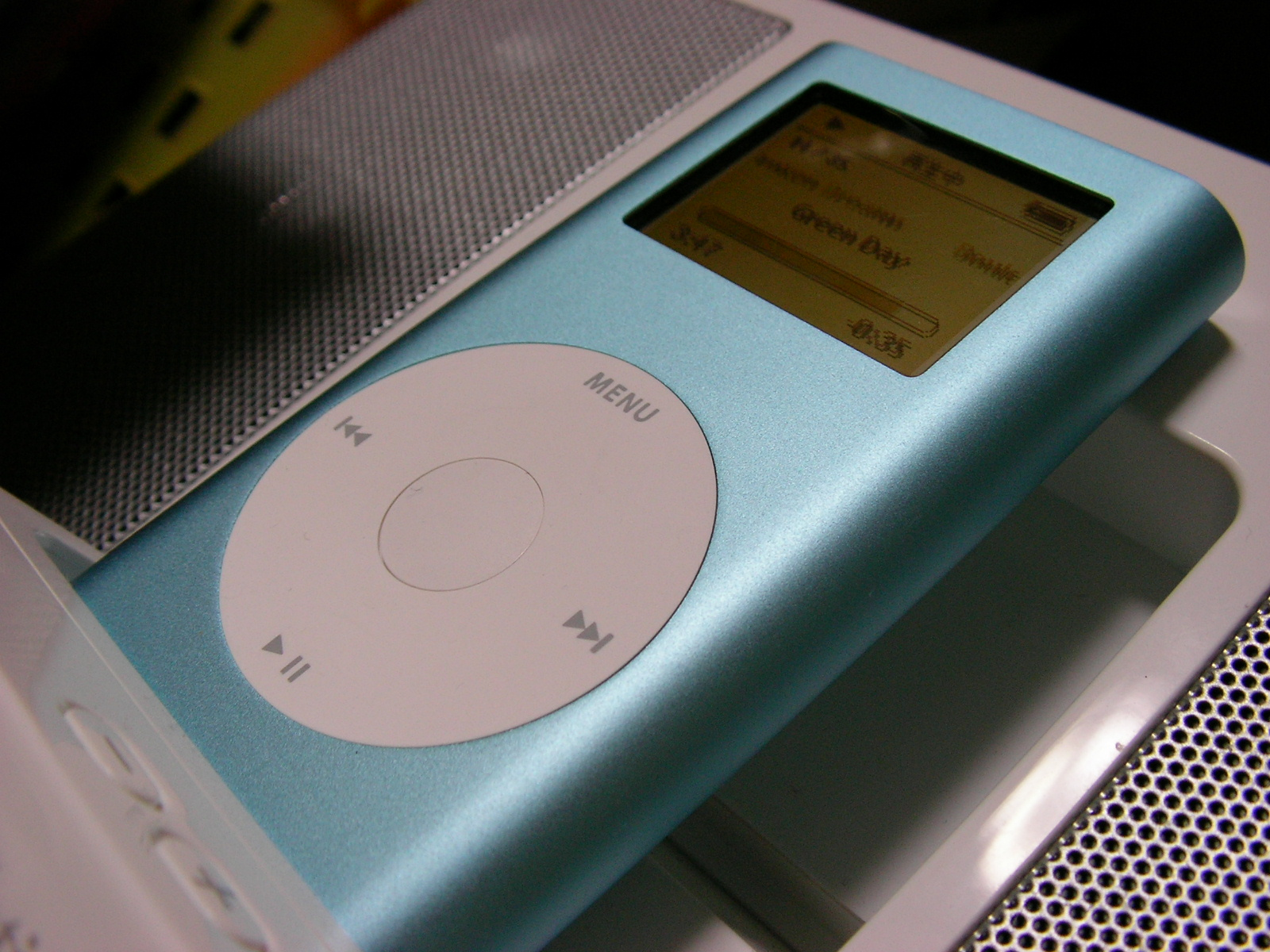
iPod mini

L'iPod mini est le second membre de la famille des iPod à arriver sur le marché. Plus petit et moins cher que son grand frère, il est victime de son succès dès sa sortie en 2004, devenu difficile à acheter dans les mois qui suivent sa sortie aux États-Unis et en Europe.

### iPod nano

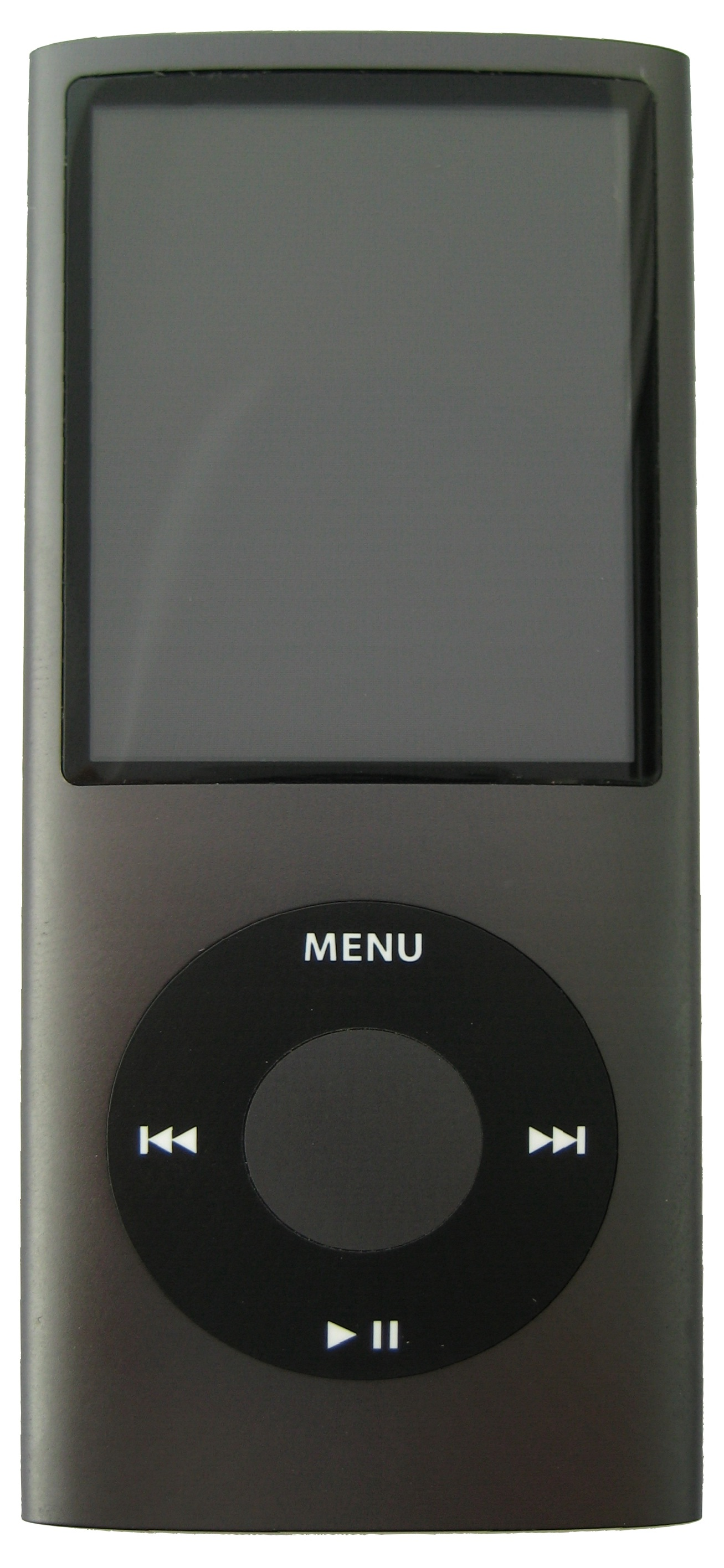

L'iPod nano est le plus fin baladeur numérique avec écran conçu par Apple Lancé en septembre 2005, il vient remplacer l'iPod mini techniquement dépassé. À ce jour, Apple a conçu et commercialisé sept générations d'iPod nano, la dernière disposant de 16 Go de mémoire. Grâce à son écran couleur, il est possible, en plus d'écouter de la musique, de visionner des photos et depuis la troisième génération également des vidéos. Depuis la cinquième génération, il peut faire des vidéos à partir de sa caméra intégrée. Il inclut aussi un récepteur de radio FM, un podomètre et VoiceOver. Apple le décrit comme « le lecteur de musique le plus populaire au monde ».
La sixième génération ne possède plus la fonction vidéo, qui revient toutefois sur la septième et dernière génération d'iPod nano. Les derniers modèles d'iPod nano sortent le 15 juillet 2015, apportant seulement de nouveaux coloris (or, argent, bleu, rose et gris sidéral). L'iPod nano est finalement retiré du site officiel d'Apple le 27 juillet 2017, sans annonce.

### iPod shuffle
L'iPod shuffle est le baladeur numérique le plus petit et le moins cher commercialisé par Apple. Lancé en 2005, en même temps que le Mac mini, il témoigne de l'évolution de la politique commerciale de la société qui tend à rendre ses produits plus accessibles. Sa particularité est qu'il ne dispose pas d'écran pour naviguer dans le répertoire musical. En 2009, il existe trois générations d'iPod shuffle, la dernière étant constituée d'un modèle unique disposant de 4 Go de mémoire flash et disponible en 2 coloris : noir, argenté. Puis à la fin de 2009 au début de 2010 d'autres couleurs sont sorties : bleu, vert, rose et en acier inoxydable
La septième génération de l'iPod shuffle a été dévoilée le 15 juillet 2015, avec de nouvelles couleurs (or, argent, bleu, rose et gris sidéral). Il s'agit du seul changement apporté par Apple. L'iPod shuffle est retiré de la vente en juillet 2017, simultanément avec l'iPod nano.

### iPod touch
Lancé en septembre 2007, l'iPod touch est le dernier né de la famille des iPod. Il abandonne l'ergonomie des iPod précédents pour une interface entièrement tactile, comme celle de l'iPhone. Son écran multi-touch mesure 3,5 pouces. En plus d'être capable de lire de la musique, des photos et des vidéos, il fait office de terminal internet, permettant ainsi la navigation sur internet grâce à Safari et le téléchargement d'applications sur l'App Store via le Wi-Fi. Le modèle d'origine sort en 2007, un deuxième modèle sort fin 2008 avec des touches de volume et haut-parleurs. La troisième génération introduite en septembre 2009 apporte entre autres un microphone intégré au casque (pour la version 32 et 64 Go).
La quatrième génération, commercialisée en septembre 2010, offre deux appareils photos haute définition (un en façade, l'autre à l'arrière) et un poids fortement réduit. Les capacités de stockage proposées sont les suivantes : 8, 16, 32 et 64 Go. L'iPod touch (4G) a comme couleur le noir et le blanc. En septembre 2012, la cinquième génération est annoncée. Celle-ci a 6 coloris, a un écran 4 pouces (comme l'iPhone 5) et a une caméra de 5 mégapixels (comme le nouvel iPad).
Après quatre ans d'absence et la révolte de certains internautes critiquant un iPod vieillissant, Apple sort le 15 juillet 2015 la sixième génération, dotée d'un processeur A8 accompagné du coprocesseur M8 comme dans l'iPhone 6, de 8 mégapixels, et, d'une refonte de coloris avec le gris sidéral, bleu, or, rose, argent et rouge Product Red. Le design quant à lui, n'a pas changé, c'est le même que l'iPod touch 5G et toujours avec un écran Retina de 4 pouces et qui n'intègre pas Touch ID. Cette nouvelle mouture propose quatre capacités de stockage : 16, 32, 64 et 128 Go. La seule différence qu'on peut faire entre la précédente version et la nouvelle, c'est l'absence de dragonne.
Lancé en mai 2019, Apple sort la septième génération, dotée d'un processeur A10 Fusion comme dans l'iPhone 7. Le design n'a pas changé par rapport à l'iPod touch 6G, avec toujours un écran Retina de 4 pouces, un appareil photo de 8 Mpx et pas de Touch ID. Cette nouvelle mouture propose trois capacités de stockage : 32, 128 et 256 Go.
Apple décide de mettre fin à la production de l'iPod touch (qui est le dernier iPod encore au catalogue) le 10 mai 2022 par un communiqué de presse. Il est annoncé que le baladeur multimédia restera en vente jusqu'à l'épuisement des stocks.

### iPhone
Bien qu'étant un produit à part, l'iPhone est un appareil qui dispose des mêmes fonctions que l'iPod. Techniquement très proche de l'iPod touch, il se distingue par sa capacité à utiliser les réseaux de téléphonie mobile (EDGE, 3G, 4G, LTE, 5G) pour téléphoner et se connecter à internet. Lancé en 2007, il existe aujourd'hui 15 générations différentes d'iPhone.

### Chronologie des modèles
Source

### Éditions spéciales

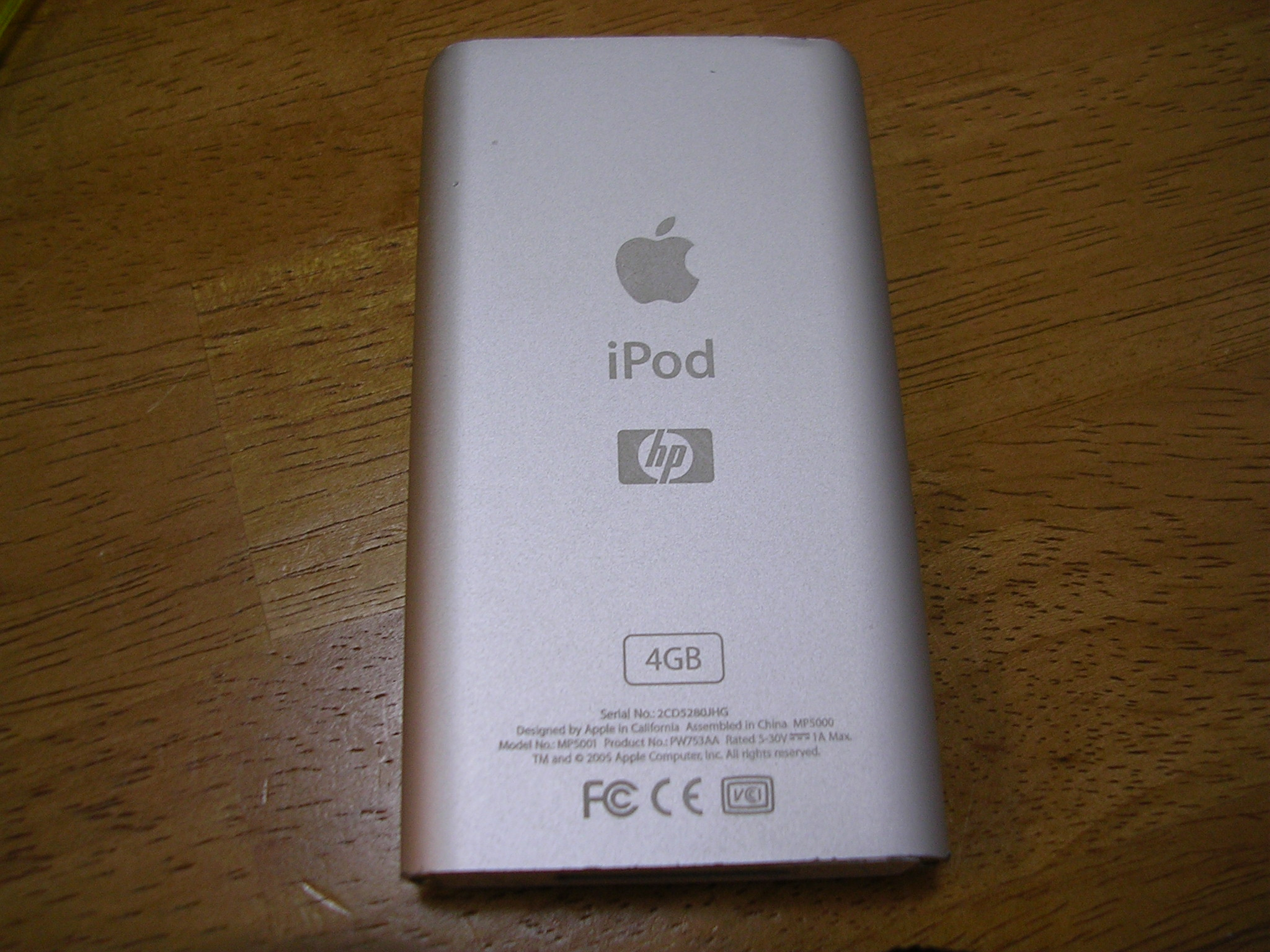
La face arrière d'un iPod mini d'HP.

Pour agrémenter son offre iPod, Apple a, au fil des générations, vendu des éditions spéciales de son baladeur numérique. C'est le cas par exemple d'iPod classic dont le dos portait la signature gravée de différents artistes comme No Doubt, Madonna, Beck, Tony Hawk, Visionary pour Michael Jackson, cette dernière a été distribuée par la radio Nostalgie, en uniquement 100 exemplaires.
Le premier modèle d'iPod Édition spéciale diffusé à grande échelle est le Special Edition U2. Il concernait les iPod de troisième, quatrième et cinquième génération. Sur sa face avant, sa coque est de couleur noire avec une molette cliquable rouge. Sur la face arrière sont gravés les autographes des quatre membres du groupe irlandais.
Pour la sortie des livres Harry Potter en version audio sur l'iTunes Store, Apple estampille un iPod vidéo des armoiries de Poudlard au dos. Avec l'appareil est inclus le téléchargement des six premiers livres audio (seuls disponibles en 2009), uniquement en anglais.
Une alliance commerciale entre Apple et Hewlett-Packard a permis au second de vendre des iPod sous sa marque, en échange de quoi le constructeur s'est engagé à installer iTunes sur tous ses ordinateurs grand public (HP Pavilion et Compaq Presario) ainsi que de mettre un lien sur le bureau vers l'iTunes Store. Aujourd'hui rompu, l'accord concernait initialement les iPod de quatrième génération 20 et 40 Go, puis dans un second temps les iPod mini et Photo, shuffle. Grâce au réseau de distribution d'HP, cela a permis à ces iPod d'être vendus dans des enseignes où Apple n'était pas présent à l'époque telles que Walmart, Office Depot ou RadioShack. Le service après-vente de ces iPod était pris en charge par HP, les revendeurs Apple n'étant pas autorisés à les réparer car ces iPod étaient officiellement considérés comme des produits HP, bien que hormis le logo HP, rien ne les différenciait d'un iPod Apple. Lorsque HP rompt le contrat avec Apple, ses ventes d'iPod présentaient 8 % du total d'iPod vendus sur le troisième trimestre de 2005.
Avec l'arrivée de coloris pour les iPod nano et shuffle, Apple soutient notamment la lutte contre le sida, en liant ses iPod rouges au programme Product Red. Apple s'engage ainsi à reverser une certaine somme d'argent pour chaque iPod Product Red vendu au Fonds mondial de lutte contre le sida, la tuberculose et le paludisme. Ont été concernés par Product Red, les iPod nano de troisième, quatrième, cinquième et sixième génération ainsi que les iPod shuffle de seconde génération et l'iPod touch.

## Fonctionnalités
Les iPod sont capables de lire différents formats numériques : MP3, AAC, AIFF, WAV, Apple Lossless. Ils sont conçus pour fonctionner de concert avec le logiciel iTunes sous Windows (à partir de Windows 2000) et macOS (Mac OS 9 seulement pour les iPod de première génération). Sous Linux, certains modèles sont utilisables avec gtkpod (en), Banshee, Floola ou Amarok. Son système d'exploitation, Pixo OS, initialement édité par Pixo, est à la fois léger et ergonomique en utilisant la molette placée sur le côté.
L'iPod peut aussi être utilisé dans sa fonction de disque dur externe. Lancé avec une capacité de 5 Go, le modèle de sixième génération peut contenir jusqu'à 160 Go.
L'iPod est très lié à iTunes qui permet la gestion des contenus : la musique est synchronisée avec les paroles et la pochette du CD, si elles sont stockées dans iTunes ; les vidéos, les podcasts (Audio/Vidéo), les photos, les livres audio, et également les contacts et l'agenda, peuvent tous être stockés et lus. Il propose également quelques jeux simples et une horloge prenant en compte les fuseaux horaires. Sur les derniers modèles (Nano, 5G et Classic), l'achat de la télécommande Apple iPod Radio Remote permet de disposer d'un tuner FM. L'iPod est compatible Mac et Windows via une liaison USB 2.0 ou, pour les anciens modèles, FireWire.Pour les utilisateurs ne souhaitant pas utiliser le logiciel d'Apple ou pour les ordinateurs qui ne sont pas compatibles avec iTunes, il existe de nombreuses alternatives open source. Ces logiciels, développés sur le modèle d'iTunes, permettent de transférer des photos, des vidéos, des jeux vidéo, un carnet d'adresses, des marque-pages ou un calendrier sur les iPod qui le permettent.

### Interface utilisateur
Les iPod avec écran couleur utilisent une interface anti-aliasée. Tous les iPod, à l'exception de la dernière génération des nano et touch, possèdent uniquement cinq boutons. Depuis l'iPod mini, les boutons sont intégrés à la molette cliquable ce qui permet une interface concise, minimaliste. Les boutons exécutent des fonctions simples telles que : menu, lecture, pause, piste suivante ou piste précédente. Le défilement à travers le menu et les listes ainsi que le contrôle du volume se font en tournant la molette cliquable.

### Projets alternatifs

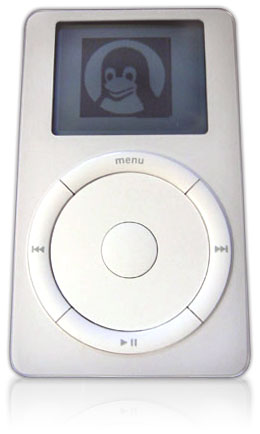
Un iPod de première génération tournant sous Linux.

L'iPod est doté d'un processeur, d'un disque dur et de mémoire vive. Il est donc possible d'utiliser celui-ci comme un petit ordinateur, bien qu'il soit initialement bridé par Apple.
Le projet iPod Linux a pour objectif de développer une version stable de Linux pour iPod. Bien que ce projet soit encore à l'état expérimental, il est d'ores et déjà possible d'utiliser ce système d'exploitation à la place du firmware d'Apple. L'intérêt est qu'au-delà de la possibilité de personnaliser l'appareil, il est possible par exemple de lire des vidéos avec des iPod de quatrième génération ne gérant pas nativement la vidéo.
Par ailleurs, Rockbox, le firmware originellement développé pour Archos puis développé ensuite sur de nombreux autres appareils musicaux, permet l'ajout de nombreuses options aux iPod de plusieurs générations. Les ajouts de ce système sont généralement fort similaires à celles d'iPodLinux.
Depuis la seconde génération d'iPod nano, la sixième d'iPod classic ainsi que les modèles qui ont succédé, les iPod embarquent un micrologiciel chiffré. Les systèmes d'exploitation alternatifs n'ont donc pas pu être portés sur ces plates-formes.

### iTunes Store et DRM

#### Musique
L'iTunes Music Store, devenu en septembre 2006 l'iTunes Store, est un service d’achat, entre autres, de musiques en ligne proposé par Apple et accessible uniquement par le logiciel iTunes. Lancé le 29 avril 2003 aux États-Unis, puis étendu à plusieurs pays, il permet d'acheter des chansons individuelles au prix de 0,99 US$, ou (TVA incluse) 1,29 $, 1,69 AU$, 1,79 NZ$, 0,99 €, ou 0,79 £.
Les DRM utilisés n'étant supportés que par les iPod, seuls ceux-ci sont capables de lire les contenus achetés sur l'iTunes Store. Les pistes audio achetées sur l'iTunes Store sont au format AAC et étaient jusqu'en avril 2009 protégées par le DRM FairPlay. Ce dernier permet d'autoriser cinq ordinateurs et un nombre illimité d'iPod à lire ces fichiers. Graver les pistes sur un CD, puis les recompresser, permet de créer des fichiers sans DRM. La qualité est cependant moins bonne qu'à l'origine à cause de la perte liée au ré-encodage.
À la suite d'un contrat avec l'une des majors du disque, EMI, Apple lance iTunes Plus. Dans cette catégorie de l'iTunes Store, les chansons y sont sans DRM et de meilleure qualité mais aussi plus chères : 1,29 € en Europe et 1,29 $ aux États-Unis, soit 30 cents/centimes de plus qu'une chanson avec DRM. Le 17 octobre 2007, Apple ramène le prix des chansons iTunes Plus au niveau des chansons « normales ». Le 6 janvier 2009, Apple annonce, que les DRM ont été retirés de 80 % des chansons du catalogue et le 7 avril 2009 la transition a été achevée, depuis la totalité du catalogue audio est libre de tout DRM.
Les iPod ne sont pas capables de lire les fichiers de boutiques concurrentes utilisant d'autres types de DRM, par exemple ceux de Microsoft.
Avec la disparition progressive des DRM, le choix dans l'offre pour l'achat de fichiers compatibles iPod est progressivement élargi.
L'arrivée de l'iPhone et de l'iPod touch amène Apple à ouvrir le 5 septembre 2007 l'iTunes Music Store. Cette version de l'iTunes Store permet aux possesseurs d'iPhone et d'iPod touch d'acheter de la musique et de télécharger des podcasts directement sur leurs appareils. Initialement, l'utilisateur devait être connecté à un réseau Wi-Fi afin de pouvoir entrer dans l'iTunes Store, d'où son nom initial d'iTunes WiFi Music Store. Cependant, lors de la Macworld 2009, Apple a publié une mise à jour pour le logiciel, qui permet aux iPhone d'accéder à l'iTunes Store lorsqu'ils utilisent les réseaux EDGE et 3G. Néanmoins, seuls les fichiers de taille inférieure à 10 Mo y sont alors téléchargeables, cette limite est passée à 20 Mo le 18 février 2010.

#### Jeux
Certains iPod proposent des jeux vidéo parmi leurs fonctionnalités ; l'iPod originel embarque pour sa part le jeu Brick (initialement développé par le cofondateur d'Apple Steve Wozniak) et Easter egg. Des mises à jour ultérieures du firmware l'incluent dans le menu option. Les générations suivantes d'iPod apportent trois jeux supplémentaires : Parachute, le Solitaire et le Quiz musical.
La septième version d'iTunes, parue en septembre 2006, ajoute à l'iTunes Store l'achat de jeux compatibles avec la cinquième génération d'iPod. On y trouvait par exemple un jeu de mah-jong, Pac-Man et Tetris. D'autres nouveaux jeux ont été ajoutés sur les iPod classic (cinquième et sixième génération) et nano (troisième et quatrième génération).
L'arrivée du kit de développement (SDK) pour iOS a fait exploser l'offre de jeux et applications disponibles pour iPod. Le 24 avril 2009, Apple annonce avoir vendu sur l'App Store plus d'un milliard d'applications, jeux inclus. Aujourd'hui, plus de 200 000 applications y sont disponibles gratuitement ou contre paiement.
Bien qu'il existe un kit de développement pour iOS, facilitant la sortie de jeux pour cette plate-forme, il n'en existe pas pour les iPod classic et nano. Les jeux développés avec le SDK ne sont compatibles qu'avec iOS et les jeux à molette cliquable ne sont pas compatibles avec iOS.
Le 30 septembre 2011, Apple a retiré d'iTunes le lien qui permettait d'accéder aux jeux destinés aux iPod à molette cliquable, laissant présager la fin prochaine de ce type d'iPod au profit du seul iPod touch.

### Stockage et transfert de données
Tous les iPod, à l'exception du touch, peuvent fonctionner en mode « disque » comme un périphérique de stockage de fichiers de tous types. Lorsque l'iPod est formaté sous macOS, il utilise le système de fichiers HFS+ permettant de l'utiliser comme disque de démarrage (bootdisk), contrairement aux iPod formatés sous Windows qui utilisent le système FAT32. L'iPod shuffle fait exception à cette règle en utilisant, quel que soit le système d'exploitation, le FAT32.
Contrairement à bon nombre d'autres baladeurs numériques, la simple copie de fichier audio et vidéo dans le lecteur, sans outil spécifique, ne permet pas à l'iPod d'y accéder et donc de lire le contenu. L'utilisateur doit utiliser un logiciel dédié tel qu'iTunes ou ses alternatives, pour que l'iPod puisse lire les fichiers (dans la limite des fichiers compatibles).
Les fichiers multimédias sont stockés dans un dossier caché et y sont liés à un fichier base de données chiffré (iTunesDB). Sans ce fichier la lecture de fichiers reste impossible sur l'iPod. L'accès aux données cachées est lui cependant possible en activant dans le système de l'ordinateur l'affichage des fichiers cachés.

### Accessoires

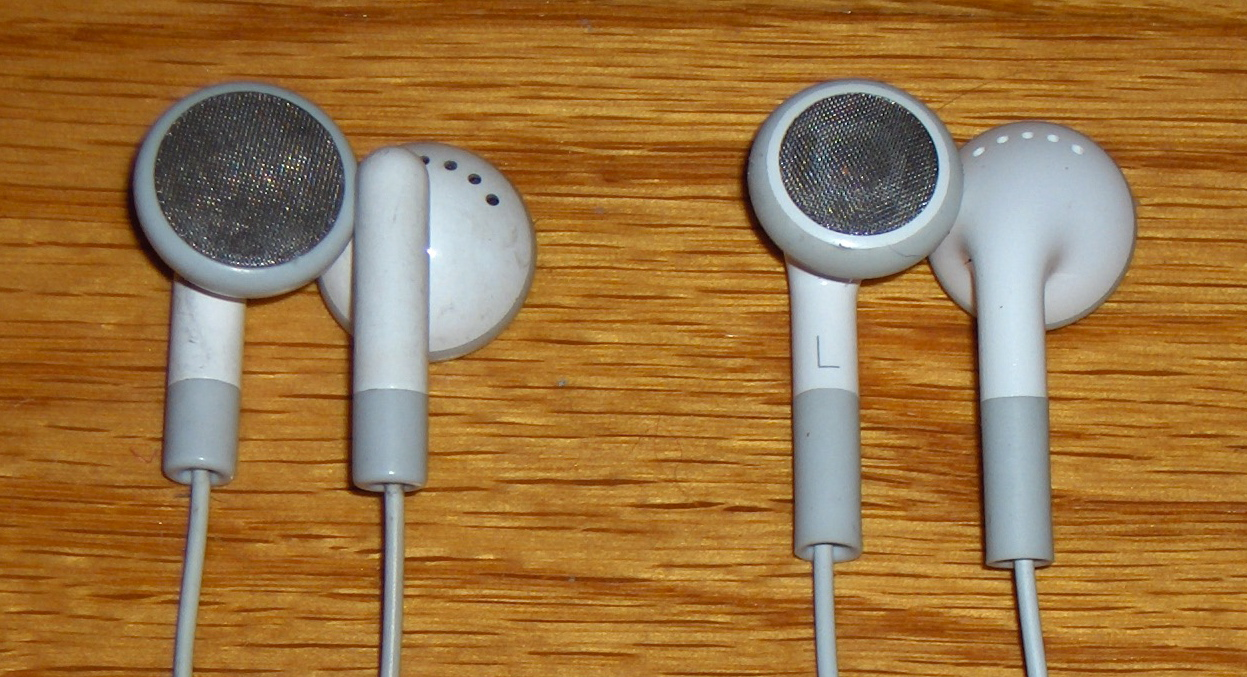
Deux types d'écouteurs fournis par Apple avec ses iPod.

Lors de l'achat, les iPod sont en général accompagnés du strict minimum nécessaire à leur utilisation normale. Il s'est donc développé un environnement d'accessoires en tout genre majoritairement produits par des compagnies tierces mais aussi en moindre mesure par Apple. Le marché est décrit par certains comme l'écosystème de l'iPod. Certains accessoires apportent des fonctionnalités existantes sur d'autres baladeurs numériques telles qu'un tuner FM, un dictaphone, une télécommande filaire ou une sortie AV/TV. D'autres accessoires permettent d'ajouter des fonctions particulières comme l'iPod camera connector ou le podomètre Nike+iPod. Enfin, il existe des accessoires plus communs comme des enceintes, des housses, des coques et des télécommandes sans-fil.
Afin de développer et d'entretenir l'écosystème de ses iPod, Apple a lancé son programme Made for iPod en 2005. Ce programme permet aux concepteurs d'accessoires d'avoir accès à certaines documentations techniques ainsi qu'aux composants nécessaires à des utilisations spécifiques. Ce programme se fait sous le couvert d'un accord de non-divulgation, et s'accompagne de redevances pour Apple pour l'utilisation de composant propriétaire comme le dock connector. En septembre 2008, cet écosystème est constitué de plus de 5 000 accessoires.
Aux États-Unis, où l'iPod domine le marché en représentant 70 % des ventes de baladeurs numériques, 90 % des voitures proposent une intégration pour l'iPod.

## Ventes et parts de marché

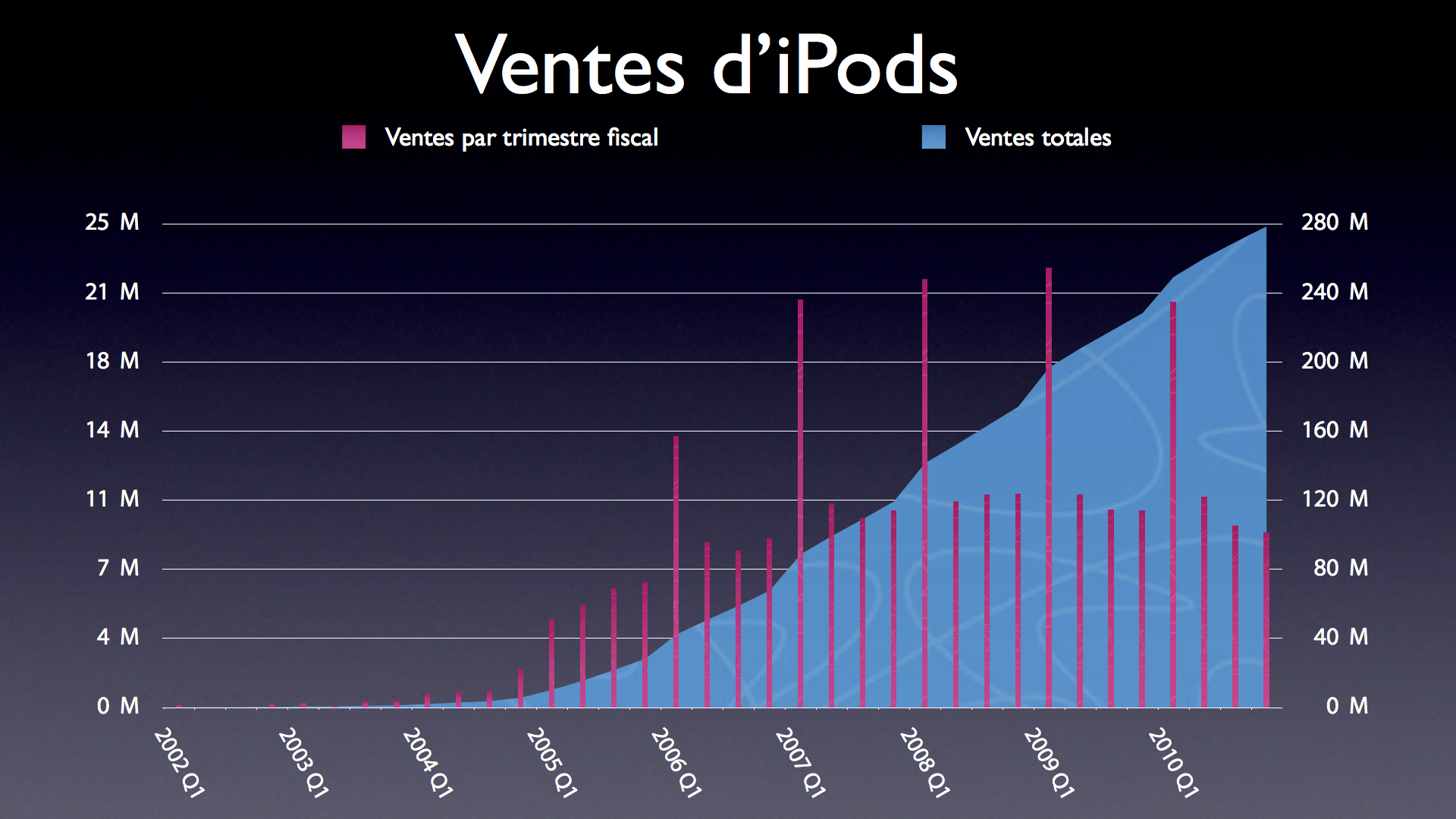
Les ventes totales d'iPod dépassent les 260 millions d'unités début 2010, le trimestre Q1 se déroule du mois de septembre à décembre de l'année précédente.

L'iPod est pour Apple une réussite commerciale ; il est aujourd'hui le baladeur numérique le plus vendu au monde et se trouve dans une situation de quasi-monopole. Dès octobre 2004, il dominait largement le marché aux États-Unis avec 92 % (82 % en 2003) des ventes de baladeurs numériques à disque dur et 70 % du marché total. Pour la même année, la présence d'Apple sur le marché mondial des baladeurs numériques est estimée à 21 %, devant Creative (11 %) et iRiver (9 %). En 2005, les estimations attribuent à l'iPod 26 % du marché mondial toujours devant Creative et iRiver. En Europe, en 2007, selon GfK, l'iPod disposait de 27 % des parts de marché, tandis qu'aux USA, en juillet 2008, l'iPod représentait 73 % des ventes de baladeurs numériques.
En janvier 2007, Apple annonçait un chiffre d'affaires record de 7,1 milliards de dollars américains pour son premier trimestre fiscal (octobre-décembre de l'année précédente), dont 48 % résulte des ventes d'iPod. Pour la même période, en 2007, bien que le chiffre d'affaires augmente, la part des ventes d'iPod tend, elle, à diminuer ; cette tendance se confirme au cours des trimestres qui suivent. Cette information tend à rassurer les investisseurs puisqu'elle rend les revenus de la firme moins dépendants de l'iPod. Pour le dernier trimestre fiscal de 2008 (juillet-septembre), 86 % des revenus de la firme provenaient de sources autres que la vente d'iPod. Cependant, les premiers trimestres fiscaux, qui incluent la période de Noël, restent les plus importants pour Apple, avec des chiffres d'affaires qui sont plus de deux fois plus importants que le reste de l'année. Les ventes d'iPod y sont là plus importantes en nombre mais aussi en part dans les revenus, avec encore lors du premier trimestre fiscal de 2009, 33 % des revenus issus de la vente d'iPod,.
L'iPod incite selon certaines études à acheter d'autres produits Apple, comme un Mac ou un iPhone.
En août 2010, Apple a vendu plus de 275 millions d'iPod, tous modèles confondus (voir graphique). Eli Harari, CEO de SanDisk, actuel second et bien en retrait sur le marché des baladeurs numérique aux États-Unis, reconnaît, en juin 2009, la « victoire » de l'iPod sur le marché : « On ne peut pas déloger l'iPod »,.

## Marketing et publicité
Apple utilise diverses campagnes publicitaires pour faire la promotion de ses iPod. Ces campagnes sont menées sur différents supports tels que la télévision, la presse papier, des affiches ainsi que le pelliculage. Ces campagnes se distinguent de par leur style des autres campagnes publicitaires menées par Apple.
Les spots publicitaires et les affiches les plus connus sont ceux qui sont issus de la campagne « Silhouette » et des campagnes similaires qui lui ont succédé. On y retrouve en général un arrière-plan de couleur vive et au premier plan une silhouette sombre en train de danser sur la mélodie de la musique. Ces silhouettes portent sur elle également en général un iPod, sur lequel elles écoutent de la musique avec les écouteurs fournis. Ces derniers apparaissent distinctement en blanc, contrastant ainsi avec le fond et la silhouette. Le style des publicités est adapté en fonction de la musique jouée pendant le spot.
La campagne Silhouette initiale, menée à partir septembre 2003 pour le lancement de la troisième génération d'iPod, a su se faire remarquer. Elle s'est vu décerner le Lion Média à Cannes ainsi que le Grand Prix du Magazine Publishers of America.

## Influence
Les iPod ont été plusieurs fois distingués pour leur design, notamment en remportant de multiples fois le Red Dot Design Award Product Design, ainsi que le red dot Best of the best. Pour le design de l'iPod, Jonathan Ive se voit décerner la Médaille du Président, de la Royal Academy of Engineering.
Les iPod donnent de manière générale une bonne impression aux testeurs, principalement pour leur aspect et design très sobre ainsi que pour leur simplicité d'utilisation. Certains secteurs industriels retravaillent leurs produits afin qu'ils s'accordent et fonctionnent mieux avec les iPod et le format AAC ; c'est le cas par exemple pour la protection anticopie des CD ou des téléphones portables tels que les Sony Mobile et les Nokia qui lisent le format AAC plutôt que le WMA.
L'iPod a aussi influencé la presse spécialisée de diverses manières. Beaucoup de nouveaux baladeurs numériques sont aujourd'hui comparés à l'iPod, voire présentés par les journalistes comme étant de potentiels iPod killers (ou iPhone killers), c'est-à-dire des produits qui pourraient détrôner Apple ou du moins faire baisser ses parts de marché. C'est le cas par exemple du Zune mais aussi du Walkman de Sony. La forte présence de l'iPod sur le marché a aussi incité certains éditeurs de magazines à lancer des éditions dédiées à l'iPod ; c'est le cas par exemple de SVM iPod. Ce phénomène touche aussi Internet avec des sites qui se sont spécialisés sur l'iPod et son actualité.